# Jan Kita
Jan Kita, ps. „Samotny” (ur. 22 czerwca 1914 w Buczaczu, zm. w grudniu 1941 w obozie zagłady Auschwitz) – podporucznik, harcmistrz, komendant Szarych Szeregów na terenie Dębicy, adiutant komendanta Obwodu ZWZ Dębica.

## Życiorys
Młodość.
Był synem nauczyciela gimnazjalnego Ludwika Kity i Zofii z Kapeców. Miał troje rodzeństwa, siostrę Marię i dwóch braci Stanisława i Aleksandra. W 1916 roku zamieszkał w Dębicy, gdzie ukończył Państwowe Gimnazjum im. Króla Władysława Jagiełły w 1934 roku. Podczas nauki szkolnej był działaczem harcerstwa. Następnie rozpoczął studia w Akademii Handlowej w Krakowie, a także został słuchaczem Wyższego Naukowego Kursu Spółdzielczego. Podczas studiów nadal działał w harcerstwie i był drużynowym I Drużyny Kolejowej w Krakowie. Na początku 1939 roku został powołany do odbycia ćwiczeń wojskowych w oddziałach Obrony Narodowej przy 55 pułku piechoty w Stryju, skąd 2 września 1939 roku został zwolniony do rezerwy w stopniu kaprala rezerwy.
Konspiracja.
Podczas powrotu wziął udział w wojnie obronnej pomiędzy Rzeszowem a Lwowem skąd został wzięty do niewoli. W końcu września uciekł z niewoli, powrócił do Dębicy i pracował w Komunalnej Kasie Oszczędności. Pod koniec 1939 roku włączył się w działalność konspiracyjną w grupie 42 harcerzy podlegających konspiracyjnej Komendzie Chorągwi Krakowskiej, która organizowała Szare Szeregi. Jan Kita został dowódcą Szarych Szeregów w Dębicy przyjmując pseudonim „Samotny”. Po akcji scalania „Szare Szeregi” zostały włączone do ZWZ, gdzie jako komendant Szarych Szeregów w Dębicy, był adiutantem komendanta Obwodu „Deser” por. Artura Towarnickiego ps. „Tur”. 15 sierpnia 1940 roku awansowany do stopnia podporucznika.
Aresztowanie i śmierć.
19 kwietnia 1941 roku nastąpiło przypadkowe ujęcie przez żandarmów łącznika zajmującego się przewozem prasy konspiracyjnej, a następnie po denuncjacji struktur kilku harcerzy aresztowano. Jan Kita został  aresztowany 22 kwietnia 1941 roku. Poddany śledztwu i torturom na Gestapo w Rzeszowie. Podczas jednego z przesłuchań próbował popełnić samobójstwo za pomocą własnego sztyletu harcerskiego znajdującego się na biurku przesłuchującego go Niemca, jednakże przeżył i po podleczeniu został przewieziony transportem z Krakowa do obozu koncentracyjnego w Auschwitz i oznaczony numerem 20976. Pod koniec grudnia 1941 roku został zamordowany zastrzykiem fenolu i spalony w krematorium.

## Upamiętnienie
29 maja 2017 roku decyzją Rady Miasta Dębicy, ppor. hm Jan Kita ps. „Samotny” został patronem ulicy

## Odznaczenia
- Srebrny Krzyż Krzyż Order Virtuti Militari V klasy.
- Krzyż „Za Zasługi dla ZHP”
- Rozeta z Mieczami do Krzyża za Zasługi dla ZHP.